# Grijskeelmenievogel
De grijskeelmenievogel (Pericrocotus solaris) is een menievogel uit de familie der rupsvogels (Campephagidae). De vogel komt voor in bergbossen in Zuidoost-Azië.

## Kenmerken
De grijskeelmenievogel is 17 cm lang met een forse, donkere snavel en lange vleugels. Het mannetje heeft glanzend zwarte, bovendelen en kruin. De buik is oranje. De staartranden en stuit zijn oranje er is een oranje vlek op de vleugel. De vogel lijkt sterk op de oranje menievogel; de verschillen zijn: een grijze in plaats van zwarte keel, iets kleiner formaat en een iets andere habitatkeuze.
Het vrouwtje is grijs boven, met gele buik, borst en kop, gele staartranden en een gele vlek op de vleugel. Het verschil met het vrouwtje van de oranje menievogel is een witte keel (in plaats van geel) en een donkergrijze kop zonder gele wenkbrauwstreep.

## Verspreiding en leefgebied
De grijskeelmenievogel is een algemene standvogel en komt voor in het Himalayagebied en montaan bos op het schiereiland Malakka, Sumatra en Borneo. Op Borneo is de soort alleen te vinden in de berggebieden van Sabah en het aangrenzende Oost-Kalimantan. De biotoop van de grijskeelmenievogel vertoont overlap met dat van de oranje menievogel die in heuvellandbos tot op 1200 m boven de zeespiegel voorkomt. De grijskeelmenievogel is bijvoorbeeld algemeen op 1500 tot 1600  in het nationale park Mount Kinabalu.
De soort telt 8 ondersoorten:
- P. s. solaris: de centrale en oostelijke Himalaya, noordelijk en westelijk Myanmar.
- P. s. rubrolimbatus: oostelijk en zuidoostelijk Myanmar en noordelijk Thailand.
- P. s. montpellieri: zuidelijk China.
- P. s. griseogularis: zuidoostelijk China, Taiwan, Hainan, noordoostelijk Laos en noordelijk Vietnam.
- P. s. deignani: zuidelijk Laos en centraal Vietnam.
- P. s. nassovicus: zuidoostelijk Thailand en zuidelijk Cambodja.
- P. s. montanus: westelijk Maleisië en westelijk Sumatra.
- P. s. cinereigula: noordelijk Borneo.

## Status
De grijskeelmenievogel heeft een groot verspreidingsgebied. De grootte van de populatie is plaatselijk gekwantificeerd. In Nepal is de vogel schaars, maar de vogel is in de meeste (geschikte) gebieden algemeen. Om deze redenen staat de grijskeelmenievogel als niet bedreigd op de Rode Lijst van de IUCN.